# Amt Bevergern
Das Amt Bevergern gehörte ab ca. 1400 zusammen mit dem Pfandbesitz von Ahaus zum Bistum, dem früheren Hochstift Münster.
Es bestand aus Dreierwalde, Hopsten, Bevergern, Riesenbeck, Saerbeck, Hembergen sowie weiteren Gemeinden. Teilweise gehörte zum Amt Bevergern auch Teile von Rheine und wurde im Ganzen als Amt Rheine Bevergern benannt. Das Amt Rheine-Bevergern war für die Gerichtsbarkeit im Norden des Hochstifts Münster zuständig. Es setzte sich zusammen aus den drei fürstlich münsterischen Gogerichten Emsbüren, Bevergern und Rheine sowie der Freiheit Emsbüren und dem Stadtgericht Rheine. Die drei Gogerichte wurden bis 1578 als eigenständige Gerichte betrachtet. Die Drosten stammte seit 1635 aus der Familie von Twickel.

## Geschichte
Nachdem Graf Otto von Ravensberg 1244 ohne männlichen Erben gestorben war, verkaufte seine Tochter und Erbin Jutta ihre Güter im Emsland und um Vechta 1252 an den Bischof von Münster, Otto II. von Lippe. Dieses sogenannte „Osnabrücker Nordland“ wurde zum Grundstock des späteren Niederstiftes. Im Jahre 1400 besiegte Bischof Otto von Münster, im Bunde mit Bischof Dietrich von Osnabrück, den Tecklenburger Grafen Nikolaus und eroberte dessen Festungen Cloppenburg und Friesoythe. Damit erhielt das Niederstift im Wesentlichen die Ausdehnung, bei der es bis zum Ende des Alten Reiches verblieb. Da die Grafschaft Tecklenburg auch Stadt und Amt Bevergern an Münster abtreten musste, gewann das Bistum Münster zugleich eine schmale Landbrücke bei Rheine, zwischen der Grafschaft Bentheim im Westen und der Niedergrafschaft der Grafschaft Lingen im Osten. Dieser Korridor verband die beiden Bistumshälften miteinander: das Oberstift im Süden und das Niederstift im Norden.
Schon im 13. Jahrhundert waren, und zwar – infolge der größeren Entfernung zum Bischofssitz – bereits früher als im Oberstift, zur besseren Verwaltung Drosten eingesetzt und so die Grundlagen einer Amtsverfassung gelegt worden. Nach dem Zugewinn von 1400 wurde das Niederstift dauerhaft in drei Ämter gegliedert: Meppen, Cloppenburg und Vechta. Eine Besonderheit des Niederstifts war, dass es zwar politisch zum Hochstift Münster gehörte, kirchlich aber bis 1668 zum Bistum Osnabrück.
Zur Zeit der Reformation waren unter Bischof Franz von Waldeck die Ämter Cloppenburg und Vechta rund 70 Jahre von 1543 bis 1613 lutherisch geprägt. In jener Zeit wirkte in dieser Region der evangelische Reformator Hermann Bonnus. Im Zuge der Gegenreformation unter Bischof Ferdinand von Bayern wurde die Region rekatholisiert.
Das Amt Rheine-Bevergern war für die Gerichtsbarkeit im Norden des Hochstifts Münster zuständig. Es setzte sich zusammen aus den drei fürstlich münsterischen Gogerichten Emsbüren, Bevergern und Rheine sowie der Freiheit Emsbüren und dem Stadtgericht Rheine. Die drei Gogerichte wurden bis 1578 als eigenständige Gerichte betrachtet. Die Drosten stammte seit 1635 aus der Familie von Twickel.
- Zum Gogericht Bevergern gehörten die Stadt Bevergern, die Kirchspiele Dreierwalde, Hembergen, Hopsten, Riesenbeck und Saerbeck.
- Zum Gogericht Rheine gehörten die Ortschaften: Emsdetten, Mesum, Neuenkirchen, Rheine (Land) und Salzbergen.
- Die Stadt Rheine hatte eine eigene Gerichtsbarkeit, die aber dem Amt Rheine-Bevergern unterstand.

Seit 1635 waren die Twickel Erbdrosten der zusammengelegten Ämter Rheine und Bevergern. Johann Beyern von Twickel eroberte 1652 das Schloss Bevergern und vertrieb die Besatzung aus Holland. Freiherr Clemens August von Twickel war Fürstbischöflich Münsterscher Oberstküchenmeister, geheimer Rat und Drost der Ämter Rheine und Bevergern.
Bis zum Ende seines Bestehens blieb das Niederstift nur dünn besiedelt. 1795 wurden lediglich 67.041 Einwohner gezählt; bei einer Fläche von rund 4200 km² waren es also nur 16 Einwohner pro km².
Durch den Reichsdeputationshauptschluss am 25. Februar 1803 in Regensburg wurden die geistlichen Fürstentümer aufgelöst. Deren Territorien wurden an die deutschen Fürsten, die ihre linksrheinischen Besitzungen aufgrund des Friedensvertrag von Lunéville an das französische Kaiserreich verloren hatten, entschädigt. Das Niederstift Münster fiel dabei überwiegend an den Herzog von Haus Arenberg (Amt Meppen als Teil des Herzogtums Arenberg-Meppen) und an das Herzogtum Oldenburg (Ämter Cloppenburg und Vechta).
Nach der Eroberung des westlichen Rheinlandes und Teile des Königreichs Preußens, durch Frankreich wurden die Ämter aufgelöst und die Rheine und Bevergern gingen zum Departement Ems über.
Das Département Ems war ein Département in dem von 1806 bis 1813 bestehenden, rechtsrheinisch gelegenen Großherzogtum Berg. Präfekt war zunächst Graf Spee und vom 1. Mai 1809 an Karl Josef von Mylius (Präfekt ad interim). Am 1. Januar 1811 wurde das Département Ems, das nunmehr zu Frankreich gehörte, in Département de l’Ems-Supérieur umbenannt, wobei drei seiner südlichsten Kantone abgetrennt und dem Département Ruhr zugeteilt wurden.
Es wurde gebildet aus dem nördlichen Teil des Fürstentums Münster, aus den Grafschaften Bentheim (mit der Herrlichkeit Lage), Horstmar, Steinfurt, Rheina-Wolbeck, Tecklenburg und Lingen.
Das Département Ems umfasste ab dem Zeitpunkt seiner Gründung die drei Arrondissements Münster, Coesfeld und Lingen.
- Arrondissement Münster mit den Kantonen: St. Mauritz, Greven, Telgte, Lengerich, Warendorf und Sassenberg
- Arrondissement Coesfeld mit den Kantonen: Billerbeck, Horstmar, Ochtrup, Rheine und Bentheim

Unterpräfekt wurde Clemens Wenzel Freiherr von Oer zu Nottbeck.
- Arrondissement Lingen mit den Kantonen: Nordhorn, Emlingkamp (Emlichheim), Freren, Ibbenbüren und Tecklenburg

## Wiedererrichtung der Ämter
Die preußische Landgemeindeordnung für die Provinz Westfalen von 1841 ersetzte die in der Franzosenzeit (1806 bis 1813) eingeführten Kantone mit Wirkung ab 1843 durch Ämter.
Der Südteil des Distrikts Lingen (Kantone Bevergern und Ibbenbüren) – wurden zunächst wieder Teil des preußischen Zivilgouvernements zwischen Weser und Rhein und später Teil der Provinz Westfalen. Der tecklenburgische Teil bildete den Nordostteil des Regierungsbezirks Münster (Kreis Tecklenburg).
Danach ging das Amt Bevergern zum Kreis Techlenburg über und das Amt Rheine wurde in den Kreis Steinfurt eingegliedert.